# Biserica de lemn „Cuvioasa Paraschiva” din Costești, cartierul Zorile
Biserica de lemn din Costești-Zorile se află în cartierul Zorile (vechea comună Băseni) al orașului Costești, județul Argeș, în imediata apropiere a râului Teleormănelul Verde și poartă hramul „Cuvioasa Paraschiva”. 
Biserica este înscrisă pe noua listă a monumentelor istorice, LMI 2004:  AG-II-m-A-13611

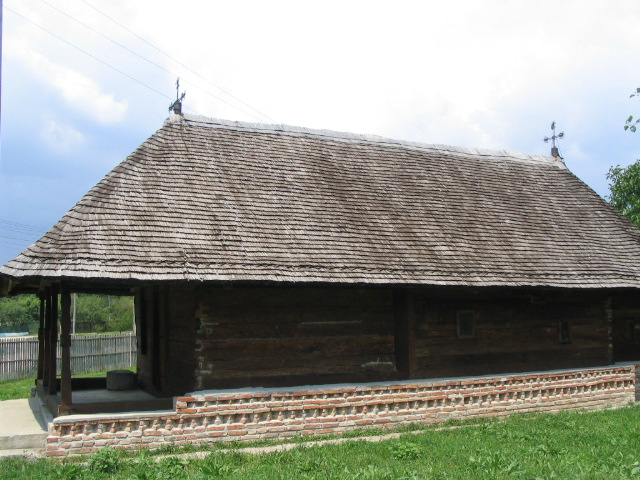
Vedere laterală Foto: 12 iunie 2006

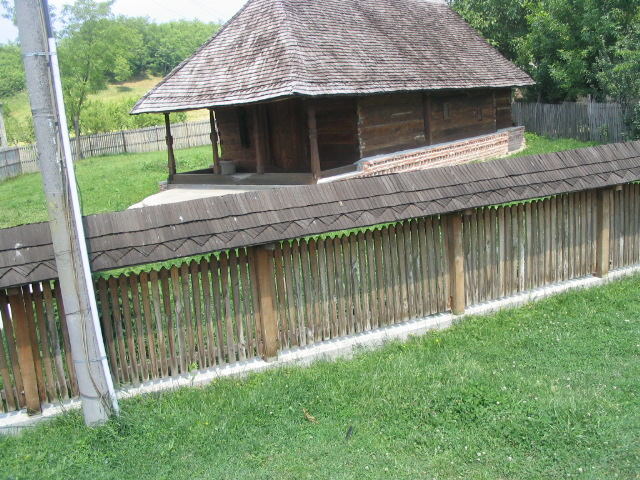
Biserica de lemn „Cuvioasa Paraschiva” Costești Foto: 12 iunie 2006

## Istoric
Numele vechi al așezării, Băseni, provine de la întemeietorul acesteia, un oier, Băseanu, originar din Corbii Muscelului.
În anul 1810, biserica de lemn „Cuvioasa Paraschiva” Costești Zorile, era servită de doi preoți: Toma sin d. Ion și Vasile sin popa Amzăr, de doi dascăli: Costandin sin popa Călin și Staico sin popa Dinu, de un paracliser.

## Descriere
Biserica de lemn din Zorile se individualizează prin forma dreptunghiulara cu absida decroșată asimetric, prezentând, pe latura nordică, un spațiu suplimentar pentru proscomidie, iar absida poligonală având patru laturi și muchia pe axul construcției. Biserica a fost înălțată pe un soclu masiv realizat din cărămizi cu dimensiunile de 26x13x5 cm, care, prin dispunere alternantă (pe lungime sau în unghi, spre exterior) oferă remarcabile efecte decorative. Procedeul tehnic utilizat constă din suprapunerea a șapte rânduri de cărămidă fixate pe lungime, peste care sunt dispuse alte doua rânduri, căramizile având un colț spre exterior, deasupra acestora, se inalță alte patru de cărămizi ordonate linear, apoi, un rând de cărămizi pe colț. La limita superioară, soclul prezintă un plan înclinat realizat din cărămizi alăturate așezate oblic pe pereți. Sub raportul înălțimii, soclul amplu dezvoltat (circa 1,20 m) conferă construcției o notă individuală în raport cu bisericile de lemn zonale. Pe soclu, se inalță cununi de bârne orizontale încheiate la extremitățile pereților, în „coadă de rândunică”, iar, la mijlocul acestora, în montanți verticali fixați în „talpă” și în „cosoroabe” pe care se sprijină rama acoperișului. În pereți, sunt practicate, prin decupaj în bîrne, deschideri pentru iluminat (cu dimensiunile de 26×35 cm) prevăzute cu drugi de metal. Piesele componente ale șarpantei acoperișului în patru ape sunt asamblate prin intermediul cuielor din lemn de stejar.
Lănteții au perforații circulare indicând existența anterioară a unui înveliș din șindrilă lungă de stejar. Învelișul actual este făcut din șiță de brad, fapt care a impus, datorită dimensiunilor reduse ale șiței, „îndesirea” lănteților șarpantei. La capetele coamei acoperișului, se află crucile originare din fier formate din două bare paralele, placate central și la extremități; crucile sunt fixate printr-un Ianț, în cârlige”. Pridvorul deschis, fără pălimar, se sprijină pe patru stâlpi masivi de secțiune rectangulara, marcați de linii paralele incizate cu scoaba la limitele muchiilor. „Fruntariul” are capetele rotunjite și teșituri pronunțate în spatțiul dintre stâlpi, reliefându-se, astfel, printr-un fals capitel, fiecare stâlp al pridvorului. Ușa de la intrarea în pronaos a fost dublată cu scânduri înguste de brad dispuse paralel pe înălțimea acesteia, fixate în cuie de fier țigănești. Între pronaos și naos, s-a construit un perete plin din bârne de stejar, străpuns de o deschidere marcată printr-o arcadă, stâlpii laterali ai intrării fiind placați cu scânduri de brad. Naosul se desparte de altar printr-un iconostas a cărui structură de rezistență este formată din stâlpi subțiri de stejar cu secțiune pătrată evazați, în partea superioară, la locul de fixare în grinda transversală („fruntariul altarului„); în partea inferioară, sunt prinși în „talpa” altarului, pe care se înalță, în afara spațiilor destinate ușilor împărătești și diaconești, un zid plin, tencuit, de cărămidă.
Între o scandură masivă din stejar (dimensiuni: 374x28x6 cm), pe care sunt reprezentați, în medalion circular, într-o pictură de factură populară, 13 evangheliști și apostoli, și „fruntariul” altarului, au fost fixate icoane detașabile, dintre care nu s-a mai păstrat în condiții satisfăcătoare de conservare decât cea imaginând „Schimbarea la față a lui Hristos„. Sub aspectul elevației, biserica prezintă un tavan drept la pridvor și altar și o bolta semicilindrica longitudinală la naos și pronaos, realizată din scânduri de brad, susținuta de arce-dublou ale căror capete se sprijină pe grinzi de stejar transversale. 
Mobilierul existent se reduce la masa altarului și câteva strane incomplete. Masa este formată dintr-un blat masiv de stejar de formă rectangulară (78×82 cm) cu grosimea de 8 cm, prins în „cepi” de lemn pe un picior tronconic prevăzut spre baza mică cu un inel monobloc canelat pe circumferință. Stranele au spătarul marcat de decupaje în acoladă și borduri subliniate printr-un ornament simplu din puncte ștanțate. În pridvor, pe peretele exterior al pronaosului, încadrând ușa de intrare, sunt fixate în cuie de stejar trei cruci de lemn, suplinind, prin ampla lor ornamentație geometrică, lipsa decorației pridvorului. Realizate dintr-un blat cu decupeuri marcând capitelul și brațele transversale, crucile conțin referiri la clericii Bisericii de lemn „Cuvioasa Paraschiva”, din Băseni înainte de edificarea locașului de cult actual. Astfel, pe crucea fixată spre latura sudică a pridvorului, este incizat textul: ,A(i)ce să hod(i)c(ne)ște robu lu D(u)mnez(e)u, go(ospo)d Căl(i)nu ere(i); 7316″.
Întrucât inscripția incizată prezintă unele inadvertențe de grafie, relevând transcrierea incorecta de către crucer a textului dat, este foarte probabil ca această cruce de pomenire datând din 1808-1809 să fi fost a preotului Călin menționat în Catagrafia din anul 1810, în care, printre slujitorii Bisericii de lemn „Cuvioasa Paraschiva” din Băseni, se consemna numele unui ,,d. Costandin sin popa Călin, 30 ani, hirotonisit la 1804 dec. 1″. Alăturată acesteia, o altă cruce de pomenire din 1807-1808 prezintă incizat textul următor: ,A(i)ci să să hodicnește robu lu D(u)mneze(u), g(ospo)d(in) Radu er(eu); 7316″.
Sursa documentară menționată atestă, în Băseni, un preot, Radu, în referirea la: „dascălu Bâlea sin popa Radu, 18 ani, învață psaltirea, holtei”.
Crucea dinspre latura nordică a pridvorului, imitând morfologic vestitele pristolnice din zonă, conține textul: ,Aci să hodicnește robi(i) lui D(u)mn(e)zeu ere(i) Radu, ere(i)ța Mara, Pană, Stana, eremonaho Athanasie, ere(i)ța Rada; l(ea)t 7314″.
O altă inscripție este incizată pe blatul stranei dascălului fixate în peretele sudic al naosului, la limitele altarului: „loanu lo(gofat) Saftu, 1809″.
Însemnarea de pe o icoană reprezentând pe „Maica Domnului cu Pruncul” realizată în maniera naivă: „Stan ereu, Floarea ereița, loanu jugrav, loanu, loana, Ilinc(a), Dumi(tra)șcu; 1822″ poate fi corelată cu datele consemnate în catagrafie privind pe Stan paracliserul, care avea, în 1810, vârsta de 23 de ani și era „învățat” . Corelarea datelor menționate facilitează stabilirea perioadei de construcție a bisericii: primul deceniu al secolului al XIX-lea.
O renovare este atestată documentar în anul 1868.